# Целау
Цела́у (Большо́е Пра́вдинское, урочище Озёрский Заповедник) — верховое болото в Правдинском районе Калининградской области. Является вторым по величине болотом области и одним из последних сохранившихся в Центральной Европе относительно крупных верховых болот.

## География
Располагается в 30 км юго-восточнее Калининграда и в 8 км северо-западнее города Правдинска на водоразделе рек Прохладной, Байдуковки и Гвардейской. Общая площадь вместе с прилегающими заболоченными лесными участками около 2500 га. Площадь болотного массива — 2336 га. Высота над уровнем моря — 35 м.
Болото Целау предположительно образовалось от 8 до 10 тысяч лет назад. Является образцом верхового олиготрофного болота с отчётливо выраженным грядово-мочажинными и 5-ю озерковыми комплексами, состоящими из 40 крупных и 200 мелких озёр. Представляет собой резко выпуклый торфяник с мокрой окраиной, крутым краевым склоном и горизонтальным плато, занимающим большую часть болота. Имеет мощно развитый сфагновый покров.

## История
В Восточной Пруссии в начале XX века был организован заповедник «Целаубрух», в состав которого вошла территория болота с прилегающим к нему лесом, с целью сохранения природного ландшафта, а также охраны серого журавля и длиннохвостой неясыти. В 1910—1945 годах болото Целау было природным заповедником.
Статус заповедника был утрачен после войны, но ландшафт и естественная растительность верхового болота сохранилась, чему в определённой степени способствовало создание на территории, включающей болото, военного полигона.

## Флора и фауна
На болоте живёт большое количество редких видов растений, насекомых, птиц, занесённых в Международную Красную книгу и в Красную книгу России, например, осока топяная, сфагнум большой, плавунец лапландский, некоторые виды лишайников, луговой лунь, золотистая ржанка, серый сорокопут и другие виды. Встречаются зыбучие ковры.
- Луговой лунь. Самец (на переднем плане), самка (справа)
- Золотистая ржанка
- Осока топяная
- Сфагнум
- Серый сорокопут

## Экология
Находится под угрозой разрушения из-за осушительных работ, проводимых вблизи северной границы болота, деятельности военного полигона, на территории которого болото расположено и геологоразведочных работ. В 1994 году Целау пострадало от пожара, вызванного артиллерийскими стрельбами на полигоне. В 1998 году растительный покров болота был во многих местах нарушен гусеничной техникой во время геологоразведочных работ, проводившейся объединением «Калининградгеофизика». В 2002 ещё раз пострадало от пожара.
Болото Целау было включено в список охраняемых и намеченных для охраны болот СССР (1979), в список ценных болот России (1999), в распоряжение правительства РФ о создании заповедника.

## Находки
На территории болота находятся останки самолёта Ил-2 времён Второй мировой войны.

## Перспективы
Схемой территориального планирования Калининградской области (2008) значительную часть территории Озёрского леса вместе с болотом Целау предполагалось включить в комплексный (ландшафтный) заказник регионального значения «Правдинский», площадью 13470 га.